# 小行星9363
小行星9363（英語：9363）是一颗围绕太阳公转的小行星。1992年4月3日，上田清二、金田宏在钏路市发现了此天体。
这颗小行星的绝对星等为65.8677453395417等。